# 福島県道274号赤坂西野石川線
福島県道274号赤坂西野石川線（ふくしまけんどう274ごう あかさかにしのいしかわせん）は、福島県東白川郡鮫川村から石川郡石川町に至る一般県道である。

## 路線概要
- 起点：東白川郡鮫川村大字赤坂西野字折戸
- 終点：石川郡石川町字下泉
- 総延長：14.590km[1]
  - 実延長：総延長に同じ
- 路線認定年月日：1959年8月31日[2]

### 重用路線
- 福島県道276号浅川古殿線（石川郡石川町板橋字五斗蒔〜同町板橋字八升蒔）

## 通過する自治体
- 東白河郡鮫川村 - 石川郡石川町

## 接続・交差する道路
- 鮫川村内
  - 福島県道71号勿来浅川線（赤坂西野字折戸 起点）
  - 福島県道275号明内田中線（西山ノ内字後田中）
- 石川町内
  - 福島県道276号浅川古殿線 古殿方面（板橋字五斗蒔）
  - 福島県道276号浅川古殿線 浅川方面（板橋字八升蒔）
  - 福島県道40号飯野三春石川線（下泉 終点）

## 沿線
- 学校法人石川高等学校・石川義塾中学校